# Wonderbook
Wonderbook – urządzenie peryferyjne w postaci interaktywnej książki wykorzystujące technologię rzeczywistości rozszerzonej, stworzone przez firmę Sony na platformę PlayStation 3. Użytkownik posiadając obiekt fizyczny w postaci książki może poznawać jej zawartość dzięki oprogramowaniu wyświetlającemu cyfrowe obrazy na ekranie PlayStation 3.
Gra wykorzystuje technologię rozszerzonej rzeczywistości, przeznaczona jest na platformę PS3, a do obsługi wymagane jest posiadanie kontrolera PlayStation Move i kamery PlayStation Eye. Mottem tego produktu jest „Jedna książka, tysiąc historii”.
Firma Sony zaprezentowała urządzenie peryferyjne na konferencji prasowej podczas Electronic Entertainment Expo w czerwcu 2012 roku wraz z pierwszym tytułem gry z tej serii – Księgą czarów – opartą na świecie Harry’ego Pottera, stworzonym przez J.K. Rowling.
Studio Moonbot Studios wydało drugi tytuł z serii – Detektyw Diggs, gra miała swoją światową premierę 28 maja 2013 roku. Sony Worldwide Studios ogłosiło, że pracują z telewizją BBC i wytwórnią Disney nad nowymi tytułami. Podczas E3 Expo w Los Angeles zapowiedziana została gra Księga eliksirów produkcji firmy Sony i Pottermore.

## Lista gier wykorzystujących urządzenie
- Księga czarów
- Detektyw Diggs
- Wędrówki z dinozaurami
- Księga eliksirów